# Johnny Marvin
John „Johnny“ Senator Marvin (* 11. Juli 1897 in Butler, Oklahoma; † 20. Dezember 1944 in North Hollywood, Los Angeles, Kalifornien) war ein US-amerikanischer Musiker, Ukulele-Spieler und Liedtexter, der in den 1920er Jahren einer der bekanntesten Ukulele-Künstler und Crooner war und als Liedtexter einmal für den Oscar für den besten Song nominiert wurde.

## Leben
Marvin stieg in den 1920er Jahren zu einem der gefeiertesten Ukulele-Spielern und Crooner auf und wurde während dieser Zeit insbesondere unter seinen Künstlernamen „Honey Duke and His Uke“ sowie „Johnny Marvin, the Ukulele Ace“ bekannt. Er veröffentlichte zahlreiche Schallplatten mit Liedern wie Oh How She Could Play the Ukulele; Red Lips, Kiss My Blues Away; If You See Sally; There’s Something Nice about Everyone (But There’s Everything Nice about You); Tiptoe Through the Tulips sowie zahlreichen anderen Songs. Aufgrund seines Bekanntheitsgrades gab ein Hersteller sogar eine nach ihm benannte Ukulele-Marke heraus, die sein Gesicht zeigte und eine einzigartige Form aufwies. Mit dem Ende des Ukulele-Booms Ende der 1920er Jahre zog er sich zunächst aus dem Musikgeschäft zurück, kehrte jedoch zurück, nachdem er sein Vermögen im Rahmen des Schwarzen Donnerstages vom 24. Oktober 1929 und der darauf folgenden Great Depression verloren hatte. In der Folgezeit trat er als Partner von Gene Autry auf, der in dieser Zeit seine langjährige Karriere als Country-Sänger begann.
Seit Mitte der 1930er war Marvin überwiegend als Liedtexter tätig und verfasste zahlreiche bekannte Lieder. Bei der Oscarverleihung 1939 wurde er für den Oscar für den besten Song nominiert, und zwar für den von Roy Rogers gesungenen Song Dust aus dem Western Under Western Stars (1938) von Joseph Kane mit Roy Rogers, Smiley Burnette und Carol Hughes in den Hauptrollen.
Marvin, der 2003 in die Ukulele Hall of Fame aufgenommen wurde, verfasste bis zu seinem Tode Liedtexte für mehr als vierzig Filme, wobei zahlreiche Songs auch nach seinem Tod verwendet wurden, wie zum Beispiel für The Gene Autry Show in den Jahren 1950 bis 1954. Eines seiner bekanntesten Lieder ist das in Zusammenarbeit mit Gene Autry entstandene Goodbye Little Darlin’ Goodbye, das Johnny Cash für seine Alben Greatest! (1959), All Aboard the Blue Train (1962) sowie I Walk the Line (1964) aufnahm.
Sein jüngerer Bruder Frank „Frankie“ James Marvin war ebenfalls Musiker und zeitweise Partner von Gene Autry in der Hochzeit des Blue Yodeling.

## Filmografie(Auswahl)
- 1937: Springtime in the Rockies (Songs There’ll Be a Hayridin’ Wedding in June, Down in the Land of Zulu)
- 1938: Under Western Stars
- 1939: Home on the Prairie (Songs I’m Gonna Round Up My Blues, I’d Rather Be on the Outside)
- 1940: Shooting High (Songs Shanty of Dreams, Only One Love in a Lifetime)
- 1942: Der Draufgänger von Boston (In Old California; Songs She Was a Heavenly Sight, California Joe)
- 1943: Arizona Trail (Song Away From My Heart)
- 1944: Song of the Range (Song Saddle Pals)

## Hintergrundliteratur
- Michael Pitts, Frank Hoffman: The Rise of the Crooners: Gene Austin, Russ Columbo, Bing Crosby, Nick Lucas, Johnny Marvin and Rudy Vallee, Lanham, Scarecrow Press, 2001, ISBN 0-8108-4081-2